# Aurea
Aurea – imię żeńskie pochodzenia łacińskiego, oznaczające "ukoronowana, uwieńczona". Wśród patronek dwie święte: Aurea z Ostii, męczennica (zm. ok. 253) oraz Aurea Paryska (ok. 633-666).
Aurea imieniny obchodzi 19 lipca i 4 października.
Męskim odpowiednikiem jest Aureusz.